# Ranavalona III
Ranavalona III, née Razafindrahety le 22 novembre 1861 et morte en exil le 23 mai 1917, est la dernière reine de Madagascar. 
Elle règne du 30 juillet 1883 au 28 février 1897, période marquée par des efforts continus et finalement vains pour résister aux desseins coloniaux de l'Empire colonial français. Dans sa jeunesse, elle est choisie pour succéder à la reine Ranavalona II, sa tante. À l'instar des deux reines précédentes, Ranavalona est l'objet d'un mariage arrangé pour des raisons politiques avec Rainilaiarivony qui, en sa qualité de Premier ministre, supervise largement la gouvernance quotidienne du royaume et gère ses affaires étrangères. Ranavalona tente d'éviter la colonisation en renforçant les relations commerciales et diplomatiques avec les États-Unis et la Grande-Bretagne tout au long de son règne. Les attaques françaises contre les villes portuaires côtières et l'assaut de la capitale Antananarivo aboutissent finalement à la prise du palais royal en 1895, mettant fin à la souveraineté et à l'autonomie politique du royaume centenaire.
Le gouvernement colonial français récemment établi dans le pays exile le Premier ministre Rainilaiarivony à Alger. Ranavalona et sa cour sont d'abord autorisés à rester dans le palais de la reine, mais l'éclatement d'un mouvement de résistance populaire mené par les Menalamba et la découverte d'un complot antifrançais à la cour conduisent les Français à exiler la reine sur l'île de La Réunion en 1897. Rainilaiarivony meurt la même année et peu de temps après, Ranavalona est transférée dans une villa à Alger, avec plusieurs membres de sa famille. La reine, sa famille et les domestiques qui l'accompagnent reçoivent une allocation et jouissent d'un niveau de vie confortable ; ils voyagent même à Paris. Malgré les demandes répétées de Ranavalona, elle n'est jamais autorisée à rentrer à Madagascar.
Elle meurt d'une embolie dans sa villa d'Alger en 1917 à l'âge de 55 ans. Ses restes sont d'abord enterrés à Alger puis rapatriés 21 ans plus tard à Antananarivo, où ils sont placés dans la tombe de la reine Rasoherina dans le Rova de Manjakamiadana.

## Famille et accession au trône

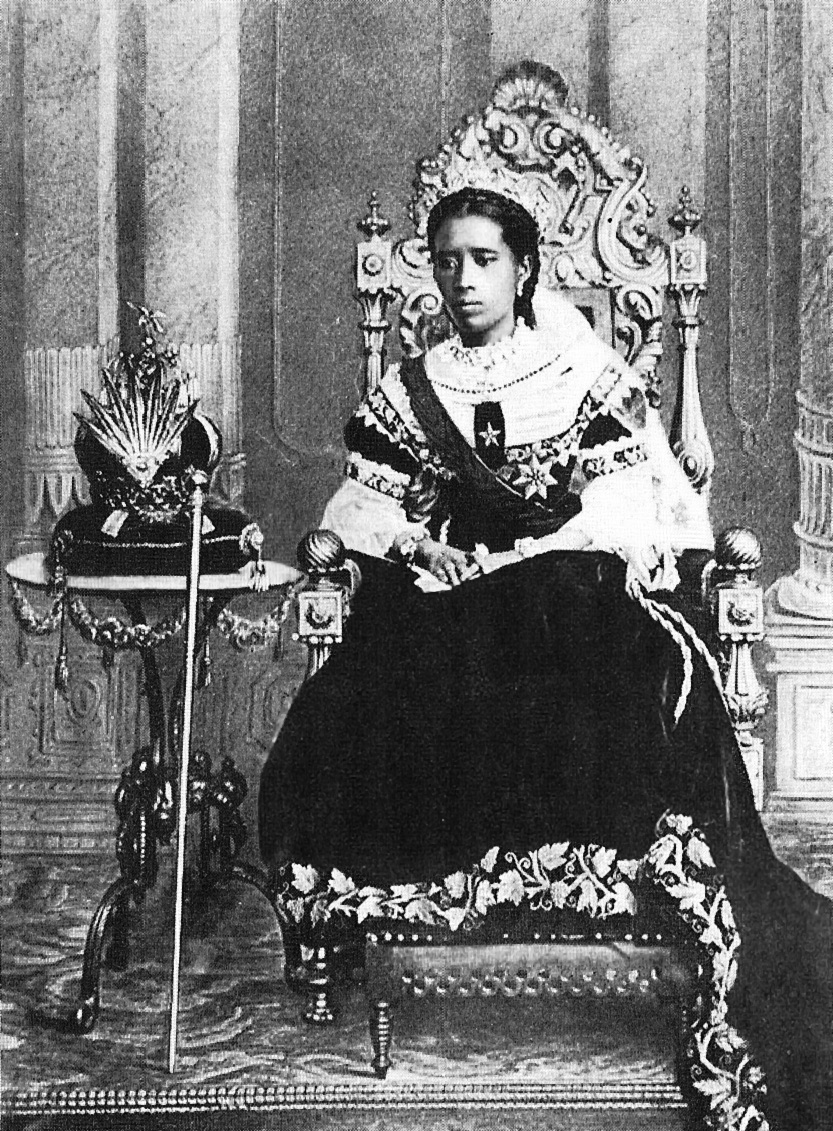
Photographie de la reine Ranavalona III.

Razafindrahety, fille d'Andriantsimianatra et de la princesse Raketaka, est l'arrière-petite-nièce du roi Andrianampoinimerina ainsi que la petite-nièce du roi Radama Ier et de la reine Ranavalona Ire. 
À sa naissance, le règne de Ranavalona vient de s'achever. Depuis le 16 août 1861, c'est son fils, le roi Radama II, qui dirige le pays. Ce dernier est assassiné en 1863. La cousine et épouse du roi, Rasoherina, monte alors sur le trône. Cette dernière est une tante de la jeune Razafindrahety qui, en tant que princesse royale, est éduquée à la cour. À la mort de cette dernière en 1868, c'est une autre tante de Razafindrahety, Ranavalona II, qui monte sur le trône. La jeune Razafindrahety est par ailleurs accueillie par Ranavalona II dès lors qu'elle est en âge d'aller à l'école. La reine s'assure que sa nièce reçoive une éducation privée de la part d'un professeur de la London Missionary Society (LMS). Elle intègre par la suite des écoles publiques malgaches pour filles. 
Alors que la reine Ranavalona Ire jouissait d'une marge de manœuvre telle qu'elle était vraiment considérée comme « reine gouvernante », les souveraines féminines qui se succèdent depuis Rasoherina (en 1863) assument une fonction de chef d'État surtout honorifique, l'essentiel du pouvoir exécutif étant entre les mains du Premier ministre, Rainilaiarivony, qui est également l'époux de Ranavalona II. Cette dernière n'ayant pas d'enfants, c'est la jeune Razafindrahety qui est désignée comme héritière, après la mort de sa mère la princesse Raketaka. 

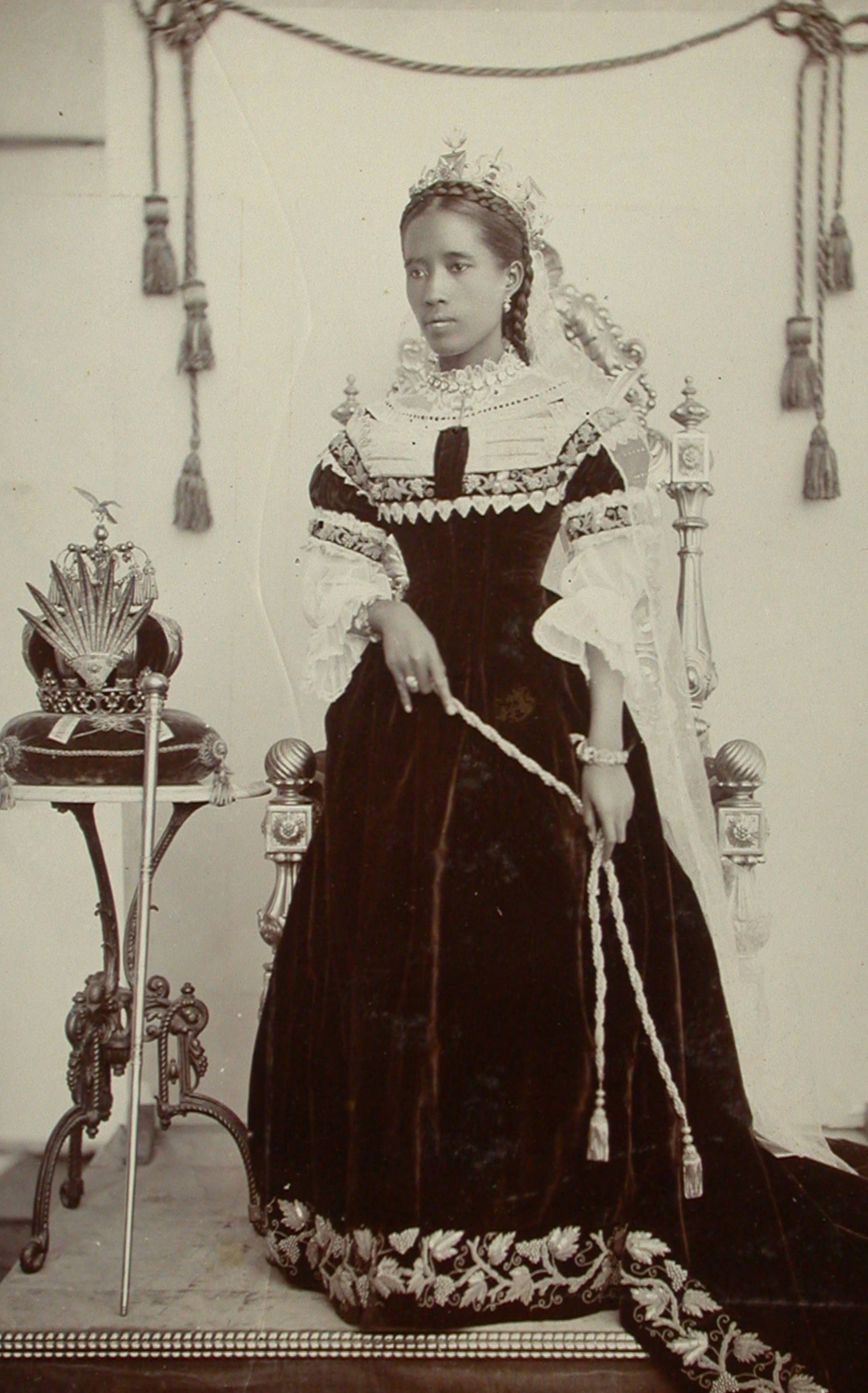
La reine en habit de sacre.

Le 13 juillet 1883, à la mort de Ranavalona II, Razafindrahety monte sur le trône sous le nom de Ranavalona III. Elle est choisie plutôt que sa sœur ainée, Rasendranoro, semblant peut-être plus conciliante que celle-ci aux aristocrates malgaches (Andrianas) et au premier ministre Rainilaiarivony. Le pouvoir réel est détenu par une oligarchie. Dès son accession au trône, Ranavalona III conserve le vieux premier ministre Rainilaiarivony, de la caste des Hova, qu'elle épouse pour des raisons politiques. Razafindrahety a, plus tôt, été mariée à un Andriana (caste noble), nommé Ratrimo (Ratrimoarivony). Les circonstances de la mort de son mari en mai 1883 sont floues et laissent à croire que le Premier ministre, Rainilaiarivony, y serait mêlé. La révolution aristocratique de 1863, menée par le grand frère de Rainilaiarivony, a remis en place le pouvoir des Andriana, au travers d'une monarchie constitutionnelle dans laquelle le pouvoir doit être partagé entre un(e) souverain(e) andriana et un Premier ministre hova. La rumeur voudrait que le Premier ministre, qui partageait déjà le pouvoir avec Ranavalona II, a volontairement fait empoisonner Ratrimo, afin que Ranavalona III puisse se marier avec lui lors de son accession au trône.

## Début du règne

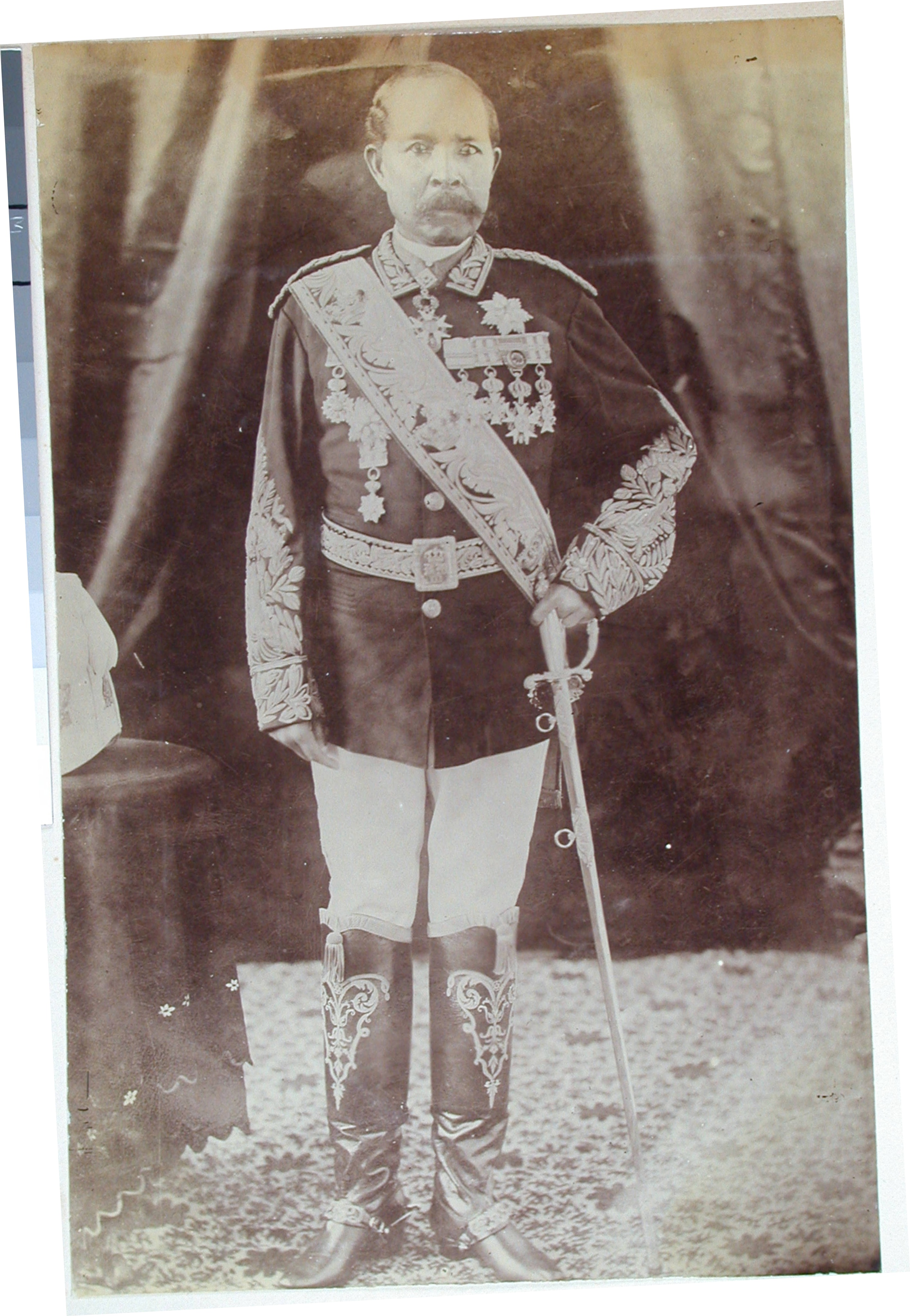
Le Premier ministre Rainilaiarivony.

Dès son intronisation, Ranavalona III déménage, comme le veut la tradition, dans une maison en bois près du palais royal, le Rova. Lors de son couronnement, le nom complet qui lui est donné est le suivant : « Sa majesté Ranavalona III par la grâce de Dieu et la volonté du peuple, Reine de Madagascar et protectrice des lois de la Nation ». La tradition malgache veut que, lors des couronnements, des militaires soient présents. Ranavalona III modernise cette tradition en ajoutant à ces militaires 500 garçons et 400 filles issus des meilleures écoles de la capitale. Ces élèves peuvent alors, en compagnie des militaires, accomplir la cérémonie traditionnelle de couronnement de la reine.
Le rôle de la jeune reine est en grande partie cérémoniel, car presque toutes les décisions politiques importantes continuent d'être prises par son époux et Premier ministre, Rainilaiarivony, beaucoup plus âgé et plus expérimenté. Ranavalona est fréquemment appelée à prononcer des discours officiels (kabary) au nom de Rainilaiarivony et à faire des apparitions pour inaugurer de nouveaux bâtiments publics, comme un hôpital à Isoavinandriana et une école de filles à Ambodin'Andohalo. Tout au long de son règne, la tante de Ranavalona, Ramisindrazana, qui a renoncé au trône en faveur de sa nièce, agit comme conseillère et exerce une influence considérable à la cour. La princesse Rasendranoro, la sœur et héritière de Ranavalona, dont le fils Rakatomena et la fille Razafinandriamanitra vivent avec leur mère à la Rova, est également une proche compagne.

## Guerre franco-malgache
Le choix diplomatique d'européanisation modérée qui suit le relatif autarcisme de Ranavalona Ire place le royaume de Madagascar dans une situation délicate. Les ambitions coloniales de la France se font de plus en plus pressantes, si bien qu'en 1885, celle-ci y établit une sorte de protectorat économique et diplomatique. 
Durant ces années, la France est isolée face à la politique de Bismarck, soucieux de lui barrer toute possibilité de revanche. La politique du chancelier de la nouvelle Allemagne est donc l'une des causes qui poussent la France à rechercher des « aventures » outre-mer, comme au Tonkin et à Madagascar.

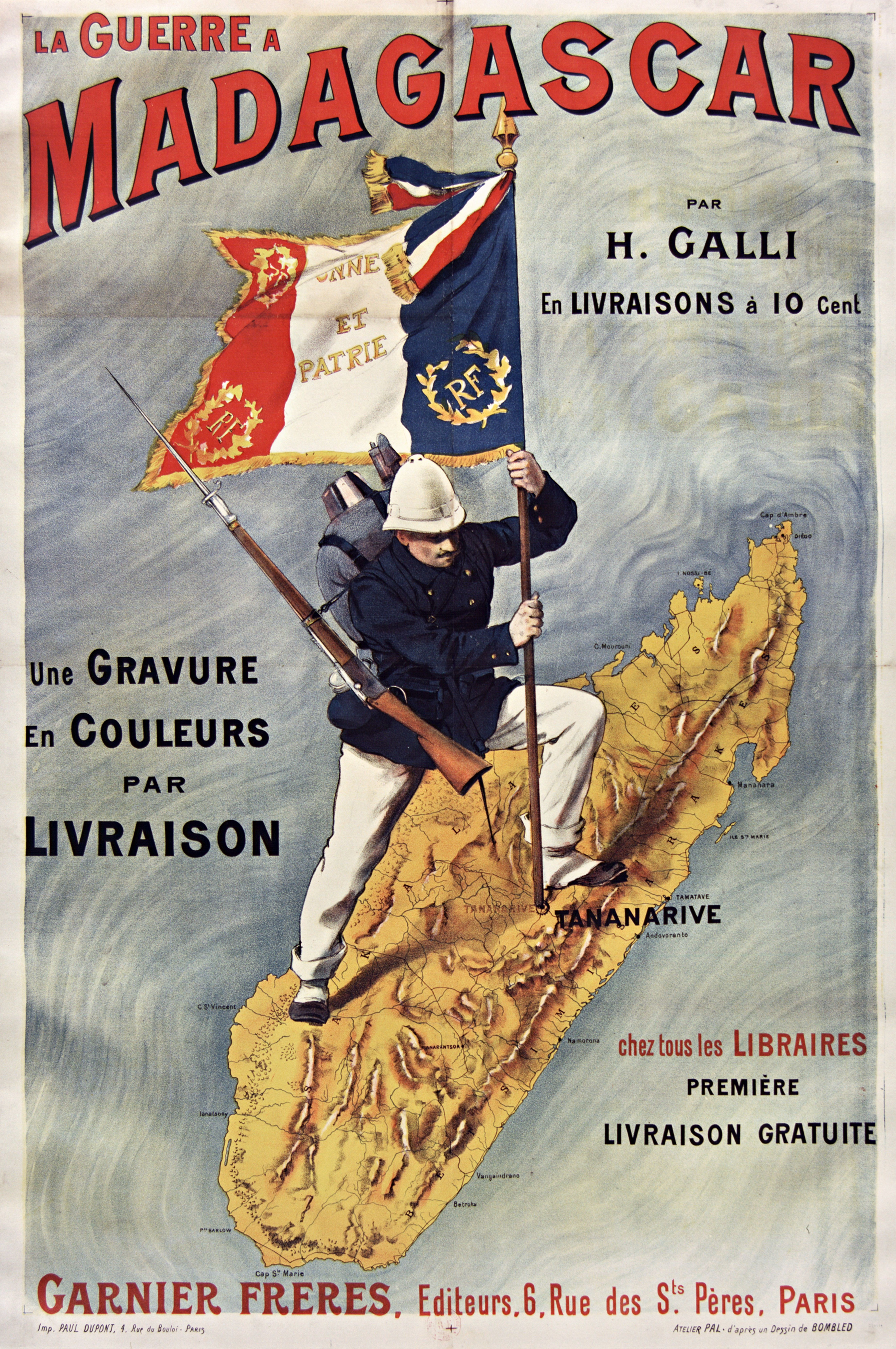
Une gravure de 1895 qui perpétue l'idéologie coloniale.

Les expéditions coloniales sont principalement l'œuvre des républicains arrivés au pouvoir durant les années 1880, avec la dissolution du parti monarchiste. Cette politique est surtout encouragée par les milieux d'affaires et les militaires. Les premiers cherchent de nouveaux débouchés à la suite de la crise économique qui frappe l'Europe. Les seconds veulent redorer leur blason et s'illustrer. Les parlementaires sont souvent pris de court face aux événements et aux initiatives des militaires.
Avant l'intervention française de 1881-1882, l'île ne subit que peu d'influences européennes. Le Premier ministre Rainilaiarivony tente d'utiliser les tensions entre Européens pour protéger l'indépendance du pays et de le moderniser avec des cadres occidentaux. La France est frustrée par l'influence britannique, exercée par les missionnaires protestants qui ont obtenu la conversion de la reine en 1869. Paris ne peut donc que repousser les demandes des élites de La Réunion qui réclament une intervention.
En 1881-1882 s'ouvre une première crise avec le royaume Merina à la suite d'une démonstration de force anglaise devant Madagascar déclenchant un avertissement de la France sur Tananarive. Paris négocie, malgré les demandes de fermeté de La Réunion. Tananarive se montre ferme, espérant qu'une délégation en Europe obtiendra le soutien de l'une ou l'autre puissance, et refuse à la France la succession de Laborde (dont la France réclamait les usines) et les îles au nord-est de Madagascar, considérées comme propriété de la reine.
Avec la chute du cabinet Duclerc, remplacé par le cabinet Fallières qui dure de janvier à février 1883, le ministère de la Marine est confié à François de Mahy, un Réunionnais. Il adresse au royaume Merina un ultimatum qui demande la satisfaction des demandes françaises et un protectorat sur l'île. Cet ultimatum ayant été rejeté, l'amiral Pierre fait occuper Majunga (16 mai) et Tamatave (10 juin). Mais, ses forces étant simultanément engagées au Tonkin, la France ne peut aller plus loin et occuper Tananarive. L'amiral Galiber prend possession de Fort-Dauphin/Tôlanaro, de Vohémar/Iharana et de Morondava.
En France, un débat parlementaire s'ouvre le 25 juillet 1885, pour statuer sur la demande gouvernementale d'un crédit de 12 millions de francs nécessaire à une expédition militaire à Madagascar. Ce débat est l'occasion d'un discours colonialiste resté notoire de Jules Ferry. Dans ce discours, Jules Ferry défend les bienfaits de la colonisation d'un point de vue économique, pour apporter les prétendus bienfaits de la révolution industrielle dans ces nouveaux territoires. En outre, cette politique de colonisation s'inscrit, pour les républicains qu'il représente, dans une volonté de restauration de la grandeur nationale après la défaite de 1870. Enfin, Jules Ferry postule une hiérarchie des civilisations et voit donc dans l'entreprise coloniale un devoir des « races supérieures » de « civiliser les races inférieures ». Jules Ferry l'emporte dans ce débat : les crédits sont votés par 291 voix contre 142, malgré les oppositions, notamment de Clemenceau pour le parti radical,.
Les protestations britanniques croissent face à ces empiétements. En décembre 1885 est signé un compromis : la France reconnaît l'État malgache contre une lourde indemnité et le port de Diego Suarez, tandis que le royaume Merina accepte que la France « préside aux relations extérieures de Madagascar », à défaut du titre de protectorat, un terme qui n'est pas utilisé. Le texte est flou et prête à interprétation des deux côtés. On parle d'un « protectorat fantôme ».

## Une mainmise coloniale française progressive
L'affaire de Madagascar revient sur le devant de la scène avec la signature d'une convention franco-britannique le 5 août 1890. Contre la reconnaissance par la France du protectorat britannique sur Zanzibar, le Royaume-Uni fait de même pour le protectorat français sur Madagascar. En novembre, l'Empire allemand rejoint l'accord contre la reconnaissance de ses droits sur l'Afrique orientale allemande. Entre les puissances européennes, un partage de l'Afrique est progressivement convenu (le Scramble for Africa des historiens anglais). « Nous nous sommes donné les uns aux autres des montagnes, des fleuves et des lacs, alors que si incroyable que cela puisse paraître nous n'avons jamais su exactement où se trouvaient ces montagnes, ces fleuves et ces lacs », explique crûment Lord Salisbury, le Premier ministre du Royaume-Uni. Les Malgaches sont désemparés par ces marchandages internationaux qui se font sans leur participation et à leur détriment. Des troubles éclatent, conduisant à l'assassinat de plusieurs Européens.
En 1892, le parti colonial français demande l'application du protectorat sur l'île. Les Réunionnais, par la voix de leur député François Césaire de Mahy, demandent une annexion pure et simple. Le 22 janvier 1894, le gouvernement Casimir-Perier répond favorablement à ces demandes et se dit prêt à prendre des mesures graves. Les parlementaires français votent à l'unanimité un chèque en blanc au gouvernement pour « maintenir notre situation et nos droits, rétablir l'ordre, protéger nos nationaux, faire respecter le drapeau ».
Cependant, le gouvernement français, qui hésite encore, renforce les garnisons des comptoirs français et envoie une escadre navale. Il effectue une dernière démarche diplomatique pour établir un véritable protectorat. Après le refus de la reine le 22 octobre 1894, la France procède à l'évacuation de ses ressortissants le 25 ; la guerre est déclarée.

## Chute de la Monarchie

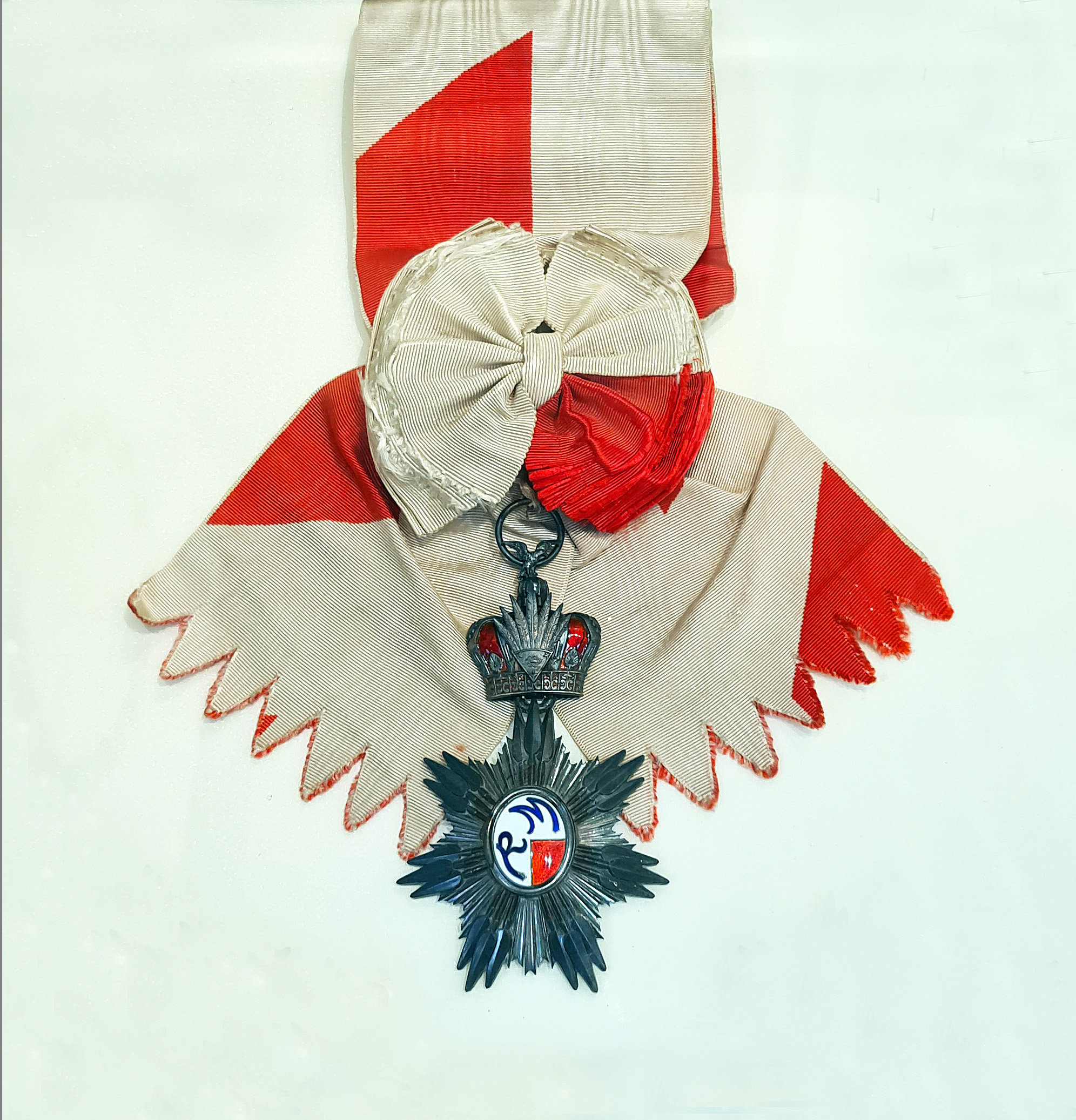
Insigne et plaque de grand-croix de l'ordre royal de Madagascar (ou ordre de Ranavalona Manjaka) créé par la reine en 1896 et aboli à la fin de son règne en 1897.

Le Premier ministre Rainilaiarivony échoue à s'y opposer en 1894 et entraîne l'invasion française l'année suivante. L'armée française ne rencontre que peu d'opposition. Le gouvernement français promet à travers le traité du 1er octobre 1895 la conservation du régime monarchique.
Le tournant politique majeur a lieu le 18 janvier 1896, quand le nouveau gouverneur de l'île, Hippolyte Laroche, obtient de la reine une déclaration reconnaissant de fait la « prise de possession » de Madagascar par la France. Le Premier ministre Rainilaiarivony doit, lui, s'exiler et le 6 août, l'Assemblée nationale française et le gouvernement Méline prononcent unilatéralement la transformation du royaume de Madagascar en colonie française. Une loi d'annexion est proclamée par la France le 6 août 1896, qui ne sera abolie qu'en 1958. La reine est arrêtée dans la nuit du 28 février 1897 par le gouverneur général, Joseph Gallieni, et le lendemain, la monarchie, qui existe en tant que telle depuis 1817 et dont les origines remontent au royaume d'Émyrne (XVIe siècle), est abolie.

## Exil et fin de vie
Ranavalona III est exilée sur l'île de La Réunion puis elle doit quitter cette île jugée par les militaires français trop proche de Madagascar, qui se rebelle, et être exilée en Algérie. Elle séjourne en métropole à Saint-Honoré-les-Bains et à Arcachon. Elle meurt d'une embolie à Alger le 23 mai 1917.

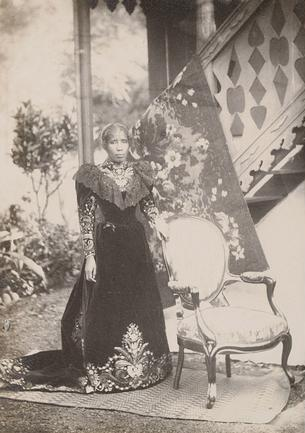
La reine déchue en exil à La Réunion.

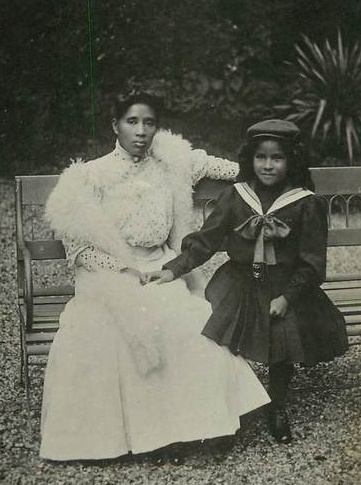
La reine Ranavalona III et sa petite-nièce, Marie-Louise, en exil, en 1905.

En 1938, les restes de la reine sont exhumés du cimetière Saint-Eugène et acheminés à Tananarive, où elle repose au Palais des reines.

## Ascendance
|  |                                          |  |  |  |  |  |  |  |  |  |  |  |  |  |  |  |
|  | 16. Prince Andrianantsantsa d'Amoronkay  |  |  |  |  |  |  |  |  |  |  |  |  |  |  |  |
|  |                                          |  |  |  |  |  |  |  |  |  |  |  |  |  |  |  |
|  |                                          |  |  |  |  |  |  |  |  |  |  |  |  |  |  |  |
|  | 8. Prince Andriantsaratandra d'Amoronkay |  |  |  |  |  |  |  |  |  |  |  |  |  |  |  |
|  |                                          |  |  |  |  |  |  |  |  |  |  |  |  |  |  |  |
|  |                                          |  |  |  |  |  |  |  |  |  |  |  |  |  |  |  |
|  | 4. Prince Andrianatody d'Amoronkay       |  |  |  |  |  |  |  |  |  |  |  |  |  |  |  |
|  |                                          |  |  |  |  |  |  |  |  |  |  |  |  |  |  |  |
|  |                                          |  |  |  |  |  |  |  |  |  |  |  |  |  |  |  |
|  | 2. Prince Andriantsimianatra d'Amoronkay |  |  |  |  |  |  |  |  |  |  |  |  |  |  |  |
|  |                                          |  |  |  |  |  |  |  |  |  |  |  |  |  |  |  |
|  |                                          |  |  |  |  |  |  |  |  |  |  |  |  |  |  |  |
|  | 20. Prince Andriantsimanazy              |  |  |  |  |  |  |  |  |  |  |  |  |  |  |  |
|  |                                          |  |  |  |  |  |  |  |  |  |  |  |  |  |  |  |
|  |                                          |  |  |  |  |  |  |  |  |  |  |  |  |  |  |  |
|  | 10. Prince Andriantsavalahy              |  |  |  |  |  |  |  |  |  |  |  |  |  |  |  |
|  |                                          |  |  |  |  |  |  |  |  |  |  |  |  |  |  |  |
|  |                                          |  |  |  |  |  |  |  |  |  |  |  |  |  |  |  |
|  | 5. Princesse Rabodonandrasana            |  |  |  |  |  |  |  |  |  |  |  |  |  |  |  |
|  |                                          |  |  |  |  |  |  |  |  |  |  |  |  |  |  |  |
|  |                                          |  |  |  |  |  |  |  |  |  |  |  |  |  |  |  |
|  | 1. Ranavalona III                        |  |  |  |  |  |  |  |  |  |  |  |  |  |  |  |
|  |                                          |  |  |  |  |  |  |  |  |  |  |  |  |  |  |  |
|  |                                          |  |  |  |  |  |  |  |  |  |  |  |  |  |  |  |
|  | 24. Andriamborosinandriana               |  |  |  |  |  |  |  |  |  |  |  |  |  |  |  |
|  |                                          |  |  |  |  |  |  |  |  |  |  |  |  |  |  |  |
|  |                                          |  |  |  |  |  |  |  |  |  |  |  |  |  |  |  |
|  | 12. Andriantsoanandriana                 |  |  |  |  |  |  |  |  |  |  |  |  |  |  |  |
|  |                                          |  |  |  |  |  |  |  |  |  |  |  |  |  |  |  |
|  |                                          |  |  |  |  |  |  |  |  |  |  |  |  |  |  |  |
|  | 25. Randrianjaza                         |  |  |  |  |  |  |  |  |  |  |  |  |  |  |  |
|  |                                          |  |  |  |  |  |  |  |  |  |  |  |  |  |  |  |
|  |                                          |  |  |  |  |  |  |  |  |  |  |  |  |  |  |  |
|  | 6. Andriantsirangy, juge en chef         |  |  |  |  |  |  |  |  |  |  |  |  |  |  |  |
|  |                                          |  |  |  |  |  |  |  |  |  |  |  |  |  |  |  |
|  |                                          |  |  |  |  |  |  |  |  |  |  |  |  |  |  |  |
|  | 13. Rafaratiana                          |  |  |  |  |  |  |  |  |  |  |  |  |  |  |  |
|  |                                          |  |  |  |  |  |  |  |  |  |  |  |  |  |  |  |
|  |                                          |  |  |  |  |  |  |  |  |  |  |  |  |  |  |  |
|  | 3. Princesse Raketaka                    |  |  |  |  |  |  |  |  |  |  |  |  |  |  |  |
|  |                                          |  |  |  |  |  |  |  |  |  |  |  |  |  |  |  |
|  |                                          |  |  |  |  |  |  |  |  |  |  |  |  |  |  |  |
|  | 28. Andrianavalozanajanahary             |  |  |  |  |  |  |  |  |  |  |  |  |  |  |  |
|  |                                          |  |  |  |  |  |  |  |  |  |  |  |  |  |  |  |
|  |                                          |  |  |  |  |  |  |  |  |  |  |  |  |  |  |  |
|  | 14. Andriamanambahoaka                   |  |  |  |  |  |  |  |  |  |  |  |  |  |  |  |
|  |                                          |  |  |  |  |  |  |  |  |  |  |  |  |  |  |  |
|  |                                          |  |  |  |  |  |  |  |  |  |  |  |  |  |  |  |
|  | 29. Princesse Razakanaval                |  |  |  |  |  |  |  |  |  |  |  |  |  |  |  |
|  |                                          |  |  |  |  |  |  |  |  |  |  |  |  |  |  |  |
|  |                                          |  |  |  |  |  |  |  |  |  |  |  |  |  |  |  |
|  | 7. Princesse Razafinandriamanitra II     |  |  |  |  |  |  |  |  |  |  |  |  |  |  |  |
|  |                                          |  |  |  |  |  |  |  |  |  |  |  |  |  |  |  |
|  |                                          |  |  |  |  |  |  |  |  |  |  |  |  |  |  |  |
|  | 30. Rabehety                             |  |  |  |  |  |  |  |  |  |  |  |  |  |  |  |
|  |                                          |  |  |  |  |  |  |  |  |  |  |  |  |  |  |  |
|  |                                          |  |  |  |  |  |  |  |  |  |  |  |  |  |  |  |
|  | 15. Princesse Ramatoarahety              |  |  |  |  |  |  |  |  |  |  |  |  |  |  |  |
|  |                                          |  |  |  |  |  |  |  |  |  |  |  |  |  |  |  |
|  |                                          |  |  |  |  |  |  |  |  |  |  |  |  |  |  |  |
|  | 31. Princesse Razafinandriamanitra I     |  |  |  |  |  |  |  |  |  |  |  |  |  |  |  |
|  |                                          |  |  |  |  |  |  |  |  |  |  |  |  |  |  |  |
|  |                                          |  |  |  |  |  |  |  |  |  |  |  |  |  |  |  |

## Restitution de la couronne ornant le dais de la reine

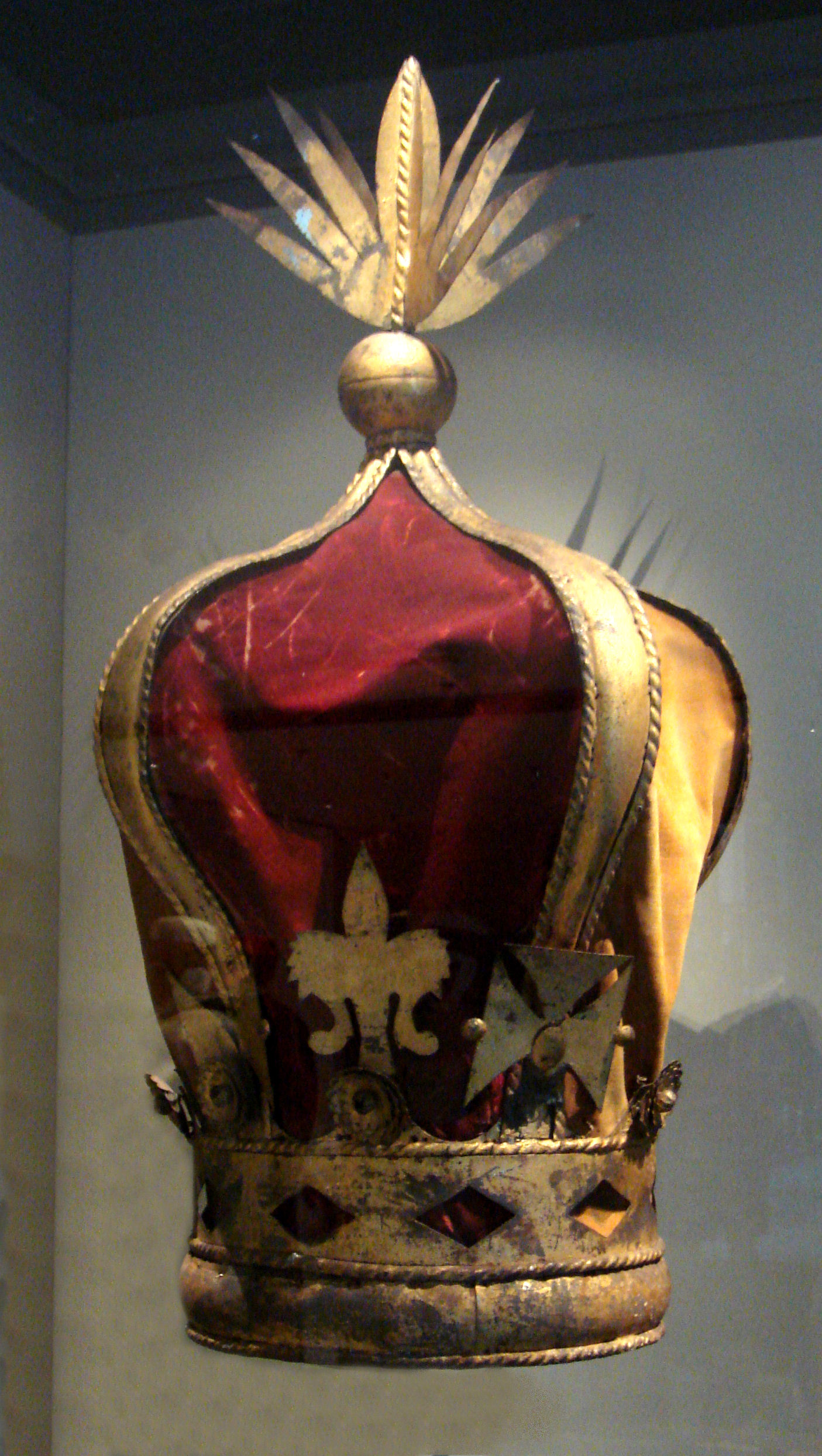
Couronne du dais de la reine (musée de l'Armée).

Après la demande de restitution émise par le président Andry Rajoelina, la France a rendu, en novembre 2020, la coiffe de zinc doré garnie de tissu ocre et grenat, haute de 70 cm et de 35 cm de diamètre, qui ornait le dais de Ranavalona. Elle était exposée depuis 1910 au musée de l'armée, aux Invalides, à la suite d'un don fait par Georges Richard, engagé dans le corps expéditionnaire de Madagascar (1883-1885), puis dans le cadre de l'administration coloniale.